# Ectodus
Ectodus is een monotypisch geslacht van straalvinnige vissen uit de familie van de cichliden (Cichlidae).

## Soort
- Ectodus descampsii Boulenger, 1898